# Salvatore Asta
Salvatore Asta (ur. 17 stycznia 1915 w Alcamo, zm. 30 grudnia 2004) – włoski duchowny katolicki, dyplomata watykański.
25 lipca 1938 przyjął święcenia kapłańskie. Pracował w służbie dyplomatycznej Stolicy Apostolskiej, 13 października 1962 został mianowany przez papieża Jana XXIII delegatem apostolskim w Indochinach, jednocześnie arcybiskupem tytularnym Aureliopolis in Lydia. Sakrę biskupią przyjął 25 listopada 1962. Brał udział w trzeciej i czwartej sesji Soboru Watykańskiego II.
W 1964 objął funkcję internuncjusza w Iranie, w 1966 pronuncjusza na tej samej placówce. 7 czerwca 1969 został pronuncjuszem apostolskim w Turcji. 17 października 1984 zastąpił zmarłego arcybiskupa Sante Portalupi na stanowisku nuncjusza w Portugalii. Zajmował się m.in. wyjaśnieniem objawień fatimskich.
Przeszedł w stan spoczynku w 1989, zmarł 30 grudnia 2004. 